# NGC 7417
NGC 7417 is een balkspiraalstelsel in het sterrenbeeld Toekan. Het hemelobject werd op 20 juli 1835 ontdekt door de Britse astronoom John Herschel.

## Synoniemen
- ESO 109-28
- PGC 70113